# 熱帶風暴天鵝 (2009年)
| 太平洋颱風季             |
| 主題頁 - 專題 - 編輯指南 |

熱帶風暴天鵝 （Tropical Storm Goni，菲律賓大氣地理天文部門：Jolina，國際編號：0907，JTWC：08W）為2009年太平洋颱風季第7個被命名的熱帶氣旋。「天鵝」（고니）一名由南韓提供，是一種鴨科動物，雌雄同色，體形較大且脖頸修長，不同種喙的顏色有明顯的差異。
根據香港天文台的華南海域天氣報告，黃茅洲的風勢達11級，即暴風，證明天鵝為一強烈熱帶風暴；顯示日本氣象廳和聯合颱風警報中心的評級錯誤。

## 發展過程
天鵝於8月1日在馬尼拉之東北偏東約630公里之北太平洋西部海面上發展為熱帶低氣壓。它沿著其以北的高壓脊向西移動。在強烈垂直風切變影響下，天鵝大部分的對流切離至其西面的南海。天鵝的中心亦因而變得不穩定，它於翌日在南海北部上形成新的中心。
天鵝於8月2日晚上增強為一熱帶風暴，並轉向西北移動。由於引導氣流微弱，天鵝路徑飄忽。天鵝於8月3日向北移動，但翌日凌晨稍為加速向西北偏西移動，然而於上午恢復西北偏北路徑移動。由於天鵝為一較大的系統，整合環流需時，因此天鵝於8月4日下午才增強為強烈熱帶風暴，並於晚上達到強度顛峰，最高持續風速達每小時95公里。
天鵝於8月5日凌晨突然轉向西移動，橫過廣東西部沿岸地區。天鵝於上午11時登陸廣東江門市台山市海宴鎮。隨後天鵝於中午減弱為一個熱帶風暴，緩慢向西南偏西移動，掠過陽江。天鵝於8月6日凌晨減弱為一個熱帶低氣壓。
天鵝於8月7日進入北部灣，在水汽充足環境下，天鵝於8月8日重新增強為一熱帶風暴，並轉向東南移動，以逆時針方向繞過海南。颱風莫拉克掠過中國東南沿岸後為南海引進強烈西南氣流，令該區垂直風切變大幅上升，亦抑制了對流發展。天鵝當晚再次減弱為一個熱帶低氣壓，並受西南氣流影響，其低層環流中心於8月9日轉向東北偏東移動，脫離其主要對流，在海南島外圍海域繞了一圈。最後當晚天鵝在南海北部上減弱為一低壓區。

## 影響

### 菲律賓
柯尼橫過呂宋北部期間，導致8死5失蹤，25個城鎮內，119個村莊，共38,589個家庭，即160,038人以及5個城市均受影響。死者包括兩名四歲小童和兩名學生，他們在河流游泳時被捲走，而在馬尼拉以北，一名小童和祖母被山泥傾瀉活埋死亡。今次是菲律賓於2009年第十次受風暴吹襲，柯尼7月30日正面吹襲北部的奧羅拉省和呂宋島，農田損毀嚴重，並引發山泥傾瀉。

### 香港
- 當地發出之最高熱帶氣旋警告信號： 八號東南烈風或暴風信號
- 最接近當地時間：2009年8月4日晚上8時至10時
- 最接近當地位置：香港之西南約110公里

天鵝在8月2日早上進入香港800公里範圍，但天文台等到8月3日下午3時15分才發出一號戒備信號，當時天鵝已移至香港東南偏南約380公里。一艘滿載沙石的躉船途經香港島石澳海面時遭強風吹翻，令船上父子共三人墮海，最終兩死一傷；另外，強風吹襲港島西半山，寶翠園外牆一個棚架突然鬆脫，棚架上的工人從大廈30多樓墮下喪生，兩宗意外共造成3死1傷。中環碼頭在晚上11時錄得每小時平均風速達強風程度，為每小時43公里，但天文台於晚上10時45分仍表示日出前發出三號信號的機會不大。這是天文台繼2007年熱帶風暴范斯高後再次在維港錄得強風時，沒有即時發出三號信號。最終天文台於8月4日上午11時15分發出三號強風信號，當時天鵝集結在香港以南約170公里。約半小時後，觀塘一名27歲工人在住宅大廈外牆拆棚期間，疑解下安全扣轉換企位，卻不慎踏上因風雨導致濕滑的竹枝後失去平衡，由8樓直墮1樓平台喪生。天鵝在香港南面海域經過又一輪飄忽不定的路徑後，突然增強為強烈熱帶風暴，天文台在晚上7時40分發出「熱帶氣旋之特別報告」，宣佈會在晚上9時45分或之前發出八號熱帶氣旋警告信號。天文台在晚上9時40分發出八號東南烈風或暴風信號，當時天鵝集結在香港之西南約110公里。天鵝在晚上8至10時最接近香港，在香港之西南約110公里掠過。
由於天鵝移離香港，天文台於8月5日凌晨3時40分改發三號強風信號，當時天鵝集結在香港之西南偏西約160公里；2小時後再於凌晨5時40分改發一號戒備信號，當時天鵝集結在香港之西南偏西約170公里。不過日間香港多處仍間中受強風影響，加上天鵝移動變慢，天文台在下午4時正才能取消所有熱帶氣旋警告信號。當時天鵝集結在香港以西約190公里。
天鵝吹襲期間，天文台測風網絡8個指定自動氣象站有4個測得強風，當中1個測得烈風，代表三號信號達標，但八號信號不達標，長洲的烈風更是在八號信號生效前測得。風暴期間，長洲、機場、西貢及啟德測得最高10分鐘平均風速為每小時71、49、44及42公里。10名市民前往公立醫院急症部就診，報稱受傷，連同8月3及4日的三宗意外，天鵝襲港期間共釀成4死11傷。另外，由於天鵝吹襲香港期間是會考放榜前夕，考評局在八號信號生效後即公佈若八號信號直至放榜當日凌晨5時仍然生效，放榜會順延，但因在放榜日凌晨4時前改發三號信號，放榜最終如期舉行。
有網民指出天鵝風力不強，沒有需要發出八號信號。天文台承認天鵝實際風力較預期弱，但考慮該風暴會非常接近香港（實際上天鵝在香港之西南約110公里掠過，幾乎正面吹襲），加上最接近前數小時突然增強為強烈熱帶風暴，足以構成威脅，遂決定發出八號信號作為警告。

### 澳門
- 當地懸掛之最高熱帶氣旋信號： 八號東北風球 /  八號東南風球
- 當地發出之最高風暴潮警告：紅色風暴潮警告
- 最接近當地時間：8月4日晚上10時
- 最接近當地位置：澳門氣象局總部之西南偏南約60公里

天鵝於8月2日凌晨2時進入澳門800公里範圍內，並且加快移速，而澳門地球物理暨氣象局等到8月3日晚上懸掛一號風球，當時天鵝位於澳門東南約340公里，而且增強成為熱帶風暴。由於天鵝逼近，氣象局於4日上午11時懸掛三號風球，在晚上7時懸掛八號東北風球，當時天鵝位於澳門西南偏南約75公里，並且增強為強烈熱帶風暴。晚上10時，天鵝最接近澳門，約澳門西南偏南約60公里徘徊。氣象局隨即在晚上11時改發八號東南風球，而天鵝於凌晨3時逐漸遠離澳門，氣象局於凌晨4時表示會在未來數小時改發三號風球，天鵝當時位於澳門西南偏西約90公里，並且表示紅色風暴潮會生效，預料最高水位會在早上8時出現，屆時水位將高出內港路面0.6米，氣象局表示由於各地地勢不同，受影響情況亦會有不同，預測其他受影響地區水位高度會低於0.6米，受影響區域主要有內港、沙梨頭、新橋、青洲、關閘、台山、下環、西灣湖、筷子基、三盞燈、紅街市、新馬路中段至譚公廟、司打口、媽閣、氹仔舊城區、路環市區 。在凌晨5時，氣象局改發黃色風暴潮警告，並且因為天鵝逐漸遠離澳門，在凌晨5時30分改發三號風球。上午11時，氣象局因水位逐漸下降，取消風暴潮警告，並且於下午6時取消所有風球信號。
據民防中心消息，強烈熱帶風暴天鵝襲澳期間一共接獲33宗事故報告，其中涉及塌樹、圍板、廣告照牌等公共道路事故共26宗。另外，八號風球懸掛期間，21名市民入住社會工作局屬下青洲避風中心。

#### 雨量
| 氣象站         | 信號懸掛期間總雨量(毫米) |
| -------------- | ------------------------ |
| 大潭山         | 89.0                     |
| 嘉樂庇總督大橋 |                          |
| 友誼大穚(南)   |                          |
| 西灣大橋       |                          |
| 大砲台山       | 81.8                     |
| 孫逸仙紀念公園 | 102.0                    |
| 路環分站       | 84.6                     |
| 九澳           | 78.6                     |
| 污水處理廠     | 97.0                     |
| 海事博物館     | 92.6                     |

### 中國大陸
當地發出之最高颱風預警信號： 颱風黃色預警信號（台山市及珠海市）
天鵝8月5日6時20分在廣東台山登陸，登陸時中心最大風力達9級。廣東省氣象局表示，天鵝清晨曾在台山附近海域，停留不動超過3小時才登陸，及後造成超過80萬人受災，1000多間屋倒塌，一人死亡，94,000公頃農作物受災，一艘漁船在洋浦港對開被風浪打沉，船上10人全部墮海， 其中一人遊上岸，另外9人失蹤。天鵝亦為廣東省西南部帶來局部大暴雨，其中珠海金灣區平沙鎮的降雨達到186毫米，陽江市最高降雨量則達730毫米，700間房屋倒塌。海南省海口市凌晨起雨勢不斷，加上海水倒灌，路面水浸，很多車輛「死火」。在8月8日16時，熱帶風暴天鵝集結在海口之西南偏西約260公里，預料移動緩慢，在海南島西岸附近徘徊。在8月9日14時，天鵝重新定位，并集結在西沙以北約220公里，預料向東移動，時速約25公里，橫過南海北部。15時，到目前热带风暴“天鹅”已造成海南3人死亡，8人失踪，还有一艘载有11人的渔船失去联系。海南有关方面正在全力搜救。在16時，熱帶低氣壓天鵝集結在東沙之西南偏西約440公里，預料向東北偏東移動，時速約25公里，橫過南海北部。8月9日20時，熱帶低氣壓天鵝在香港西南偏南約300公里處減弱為一低壓區並消散。

## 熱帶氣旋警告使用記錄

### 香港
| 香港天文台 熱帶氣旋警告信號 | 香港天文台 熱帶氣旋警告信號 | 香港天文台 熱帶氣旋警告信號 |
| --------------------------- | --------------------------- | --------------------------- |
| 上一熱帶氣旋                | 一號戒備信號                | 下一熱帶氣旋                |
| 颱風莫拉菲                  | 一號戒備信號                | 熱帶風暴彩虹                |
| 颱風莫拉菲                  | 三號強風信號                | 熱帶風暴彩虹                |
| 強颱風黑格比                | 八號東南烈風或暴風信號      | 颱風巨爵                    |
| 颱風莫拉菲                  | 八號烈風或暴風信號          | 颱風巨爵                    |

### 澳門
| 地球物理暨氣象局 熱帶氣旋信號 | 地球物理暨氣象局 熱帶氣旋信號 | 地球物理暨氣象局 熱帶氣旋信號 |
| ----------------------------- | ----------------------------- | ----------------------------- |
| 上一熱帶氣旋                  | 一號風球                      | 下一熱帶氣旋                  |
| 颱風莫拉菲                    | 一號風球                      | 熱帶風暴彩虹                  |
| 颱風莫拉菲                    | 三號風球                      | 熱帶風暴彩虹                  |
| 颱風黑格比                    | 八號東北風球                  | 颱風巨爵                      |
| 颱風黑格比                    | 八號東南風球                  | 颱風巨爵                      |
| 颱風黑格比                    | 八號風球                      | 颱風巨爵                      |

## 外部連結
- （英文）https://web.archive.org/web/20090826230250/http://metocph.nmci.navy.mil/jtwc.php 聯合颱風警報中心首頁
- （日語）http://www.jma.go.jp/jma/index.html （页面存档备份，存于） 日本氣象廳首頁
- （繁體中文）http://www.cwb.gov.tw （页面存档备份，存于） 中央氣象局首頁
- （英文）http://www.pagasa.dost.gov.ph/ （页面存档备份，存于） 菲律賓大氣地球物理和天文管理局首頁
- （中文）http://www.hko.gov.hk （页面存档备份，存于） 香港天文台首頁
- （中文）http://www.smg.gov.mo （页面存档备份，存于） 澳門地球物理暨氣象局首頁